# Остропомицетовые
Остропомицетовые (лат. Ostropomycetidae) — подкласс аскомицетовых грибов класса Леканоромицеты (Lecanoromycetes).

## Описание
У представителей данного таксона на месте будущих генеративных органов образуется центральная полость, покрытая корковым слоем. В дальнейшем в корковом слое образуется отверстие, образующее устье перитеция. Иногда после раскрытия этого отверстия образуются апотеции. Сумки (аски) различного строения с тонкими или толстыми стенками с разной реакцией на амилоидный тест. На вершине аски могут быть утолщены.

## Классификация
Подкласс подразделяется на следующие порадки:
- Baeomycetales Lumbsch, Huhndorf et Lutzoni, 2007 — Беомицетовые
- Graphidales Bessey, 1907 — Графидовые
- Gyalectales Henssen ex D. Hawksw. et O.E. Erikss., 1986 — Гиалектовые
- Odontotrematales Lücking, 2019
- Ostropales Henssen ex D. Hawksw. et O.E. Erikss., 1986 — Остроповые
- Pertusariales M. Choisy ex D. Hawksw. et O.E. Erikss., 1986 — Пертузариевые
- Sarrameanales B.P. Hodk. et Lendemer, 2011
- Schaereriales Lumbsch et Leavitt, 2018 — Шерериевые
- Thelenellales Lumbsch et Leavitt, 2018